# USA:s Grand Prix 1989
USA:s Grand Prix 1989 var det femte av 16 lopp ingående i formel 1-VM 1989. Detta var det första av tre grand prix som kördes i Phoenix, Arizona.

## Resultat
1. Alain Prost, McLaren-Honda, 9 poäng
2. Riccardo Patrese, Williams-Renault, 6
3. Eddie Cheever, Arrows-Ford, 4
4. Christian Danner, Rial-Ford, 3
5. Johnny Herbert, Benetton-Ford, 2
6. Thierry Boutsen, Williams-Renault, 1
7. Gabriele Tarquini, AGS-Ford (varv 73, motor)
8. Andrea de Cesaris, BMS Scuderia Italia (Dallara-Ford)
9. Jonathan Palmer, Tyrrell-Ford (69, bränslesystem)

### Förare som bröt loppet
- Gerhard Berger, Ferrari (varv 61, generator)
- Alex Caffi, BMS Scuderia Italia (Dallara-Ford) (52, kollision)
- Nelson Piquet, Lotus-Judd (52, snurrade av)
- Stefan "Lill-Lövis" Johansson, Onyx-Ford (50, upphängning)
- Luis Pérez Sala, Minardi-Ford (46, motor)
- Ayrton Senna, McLaren-Honda (44, elsystem)
- Martin Brundle, Brabham-Judd (43, bromsar)
- Stefano Modena, Brabham-Judd (37, bromsar)
- Nigel Mansell, Ferrari (31, generator)
- Pierluigi Martini, Minardi-Ford (26, motor)
- Satoru Nakajima, Lotus-Judd (24, gasspjäll)
- Ivan Capelli, March-Judd (22, transmission)
- Michele Alboreto, Tyrrell-Ford (17, växellåda)
- Alessandro Nannini, Benetton-Ford (10, kroppsligt)
- Derek Warwick, Arrows-Ford (7, kollision)
- Philippe Alliot, Larrousse (Lola-Lamborghini) (3, snurrade av)

### Förare som diskvalificerades
- Mauricio Gugelmin, March-Judd (varv 20)

### Förare som ej kvalificerade sig
- Olivier Grouillard, Ligier-Ford
- Roberto Moreno, Coloni-Ford
- Rene Arnoux, Ligier-Ford
- Yannick Dalmas, Larrousse (Lola-Lamborghini)

### Förare som ej förkvalificerade sig
- Piercarlo Ghinzani, Osella-Ford
- Pierre-Henri Raphanel, Coloni-Ford
- Gregor Foitek, EuroBrun-Judd
- Nicola Larini, Osella-Ford
- Joachim Winkelhock, AGS-Ford
- Volker Weidler, Rial-Ford
- Aguri Suzuki, Zakspeed-Yamaha
- Bernd Schneider, Zakspeed-Yamaha
- Bertrand Gachot, Onyx-Ford